# Stambuline
Die Stambuline, auch Stambouline, ist ein Gehrock mit Stehkragen, ein wesentlicher Teil der höfischen Garderobe des Tanzimats, einer Modernisierung des Osmanischen Reichs.

## Nationenbildung beim Couturier
Die Stambuline ist ein Kleidungsstück zur Uniformierung der osmanischen Gesellschaft während des Tanzimats. Mit dem Fez stellte sie einen wesentlichen Teil der osmanische Nationaltracht dar. Die Kleidersitten des Landes waren eine hochpolitische Angelegenheit. Sie waren es schon im zu Ende gehenden Osmanischen Reich, als der Sultan den Männern Turban und Kaftan per Dekret abgewöhnte. Mahmud II. erließ 1828 eine Kleiderordnung. Darin wurden Beamte aufgefordert, Setre (langer Mantel) und Hosen zu tragen. Alle höher Gestellten wie die Paschas hatten den Fez, gekleidet in den langen Gehrock, die Stambouline, zu tragen. Diese Kleiderordnung wiederum schaffte Atatürk nach 1925 ab.